# Wydział Psychologii Uniwersytetu SWPS w Warszawie
Wydział Psychologii Uniwersytetu SWPS w Warszawie – najstarszy i największy wydział Uniwersytetu SWPS. Obecnie kształci prawie 4,5 tys. studentów.

## Studia
Działalność dydaktyczna
Wydział prowadzi stacjonarne i niestacjonarne studia I i II stopnia oraz studia jednolite magisterskie (w tym studia dla magistrów i licencjatów) na kierunku psychologia. Prowadzone są też liczne studia podyplomowe oraz studia doktoranckie. Program studiów jest dostosowany do europejskich standardów nauczania psychologii i spełnia wymagania Europejskiego Certyfikatu Psychologa EuroPsy. 
Studia psychologiczne prowadzone na Wydziale otrzymały wyróżniającą ocenę Polskiej Komisji Akredytacyjnej, nadzorującej jakość kształcenia w całym kraju.

## Władze
Kadencja 2024–2028
- Dziekan Wydziału Psychologii – dr hab. Hanna Bednarek, prof. Uniwersytetu SWPS
- Prodziekan ds. studenckich – dr Maria Baran
- Prodziekan ds. dydaktycznych – dr Agata Zabłocka
- Prodziekan ds. Psychology in English – dr Karolina Mazurowska, prof. Uniwersytetu SWPS

## Struktura
Katedry, zakłady i organizacje studenckie
- Katedra Psychologii Biologicznej i Behawioralnej
- Katedra Psychologii Ekonomicznej i Biznesu
- Katedra Psychologii Klinicznej i Zdrowia
- Katedra Psychologii Różnic Indywidualnych, Diagnozy i Psychometrii
- Katedra Psychologii Poznawczej, Rozwoju i Edukacji
- Katedra Psychologii Społecznej i Osobowości
- Zakład Metodologii Badań Psychologicznych
- Akademickie Centrum Innowacji Edukacyjno-Społecznych AKCES
- Pracownia Badań Eksperymentalnych

Organizacje studenckie
- Koło Naukowe Psychologii Sportu
- Koło Naukowe Psychologii Klinicznej „Sanitas”
- Samorząd Studentów Uniwersytetu SWPS w Warszawie
- Koło Naukowe Psychoterapii
- Koło Naukowe Psychologii Międzykulturowej
- Koło Naukowe Mindfulness
- Koło Naukowe Metod Diagnozy Psychologicznej
- Koło Neuronauki
- Koło Naukowe Badań Okulograficznych
- Koło Naukowe MyGender
- Koło Naukowe Psycholog w Biznesie
- Koło Naukowe Psychoterapii i Psychofarmakologii
- Koło Naukowe Psychologii Bliskich Związków i Seksuologii
- Psychologiczne Koło Statystyczne

## Wyróżnienia
- 2013: W ocenie parametrycznej przeprowadzonej przez MNiSW Wydział zajął 3. miejsce wśród wszystkich instytucji naukowych o profilu społecznym i 1. miejsce w grupie jednostek wyróżnionych kategorią A.

- 2017: W ocenie działalności badawczo-rozwojowej przeprowadzonej przez MNiSW Wydział zostaje wyróżniony kategorią A+. Jest jedną z trzech jednostek w kraju, które otrzymały kategorie A+ w grupie nauk humanistyczno-społecznych o profilu społecznym.

## Siedziba
Wydział mieści się w gmachu dawnej Fabryki Aparatów Elektrycznych Kazimierza Szpotańskiego przy ul. Chodakowskiej 19/31 na Kamionku.